# Tours Proximus
Pour les articles homonymes, voir BT.
Les Tours Proximus ou Tours Pléiades, aussi connues sous le nom de Tours Belgacom jusqu'en 2014, sont deux tours jumelles de style postmoderne de 28 étages situées à Schaerbeek, dans la région de Bruxelles-Capitale, en Belgique.
Elle tiennent leurs noms de la société de télécommunication éponyme, autrefois appelée Belgacom. Elles se situent au cœur du quartier d'affaires appelé Quartier Nord et sont le 7e plus haut gratte-ciel de Bruxelles.
La construction des tours a commencé en 1991 pour se terminer en 1994.

## Caractéristiques
Les gabarits et la disposition des tours s'inscrivent, avec le World Trade Center 1, 2, 3, et les North Galaxy Towers, dans la continuité du projet initial "Plan Manhattan" élaboré dans les années 1960 pour le quartier Nord où huit tours devaient initialement être construites symétriquement.
Contrairement aux premières tours WTC du quartier, les tours Proximus sont les premières à ne pas suivre le principe du "socle" élaboré a l'origine du masterplan, sur lequel devaient s’implanter respectivement deux tours de 28 étages

Les deux tours sont reliées par une passerelle de 30 m de long (et non 19 m comme initialement spécifié par les plans du cabinet Dellangre-Dricott) et de 2 étages.

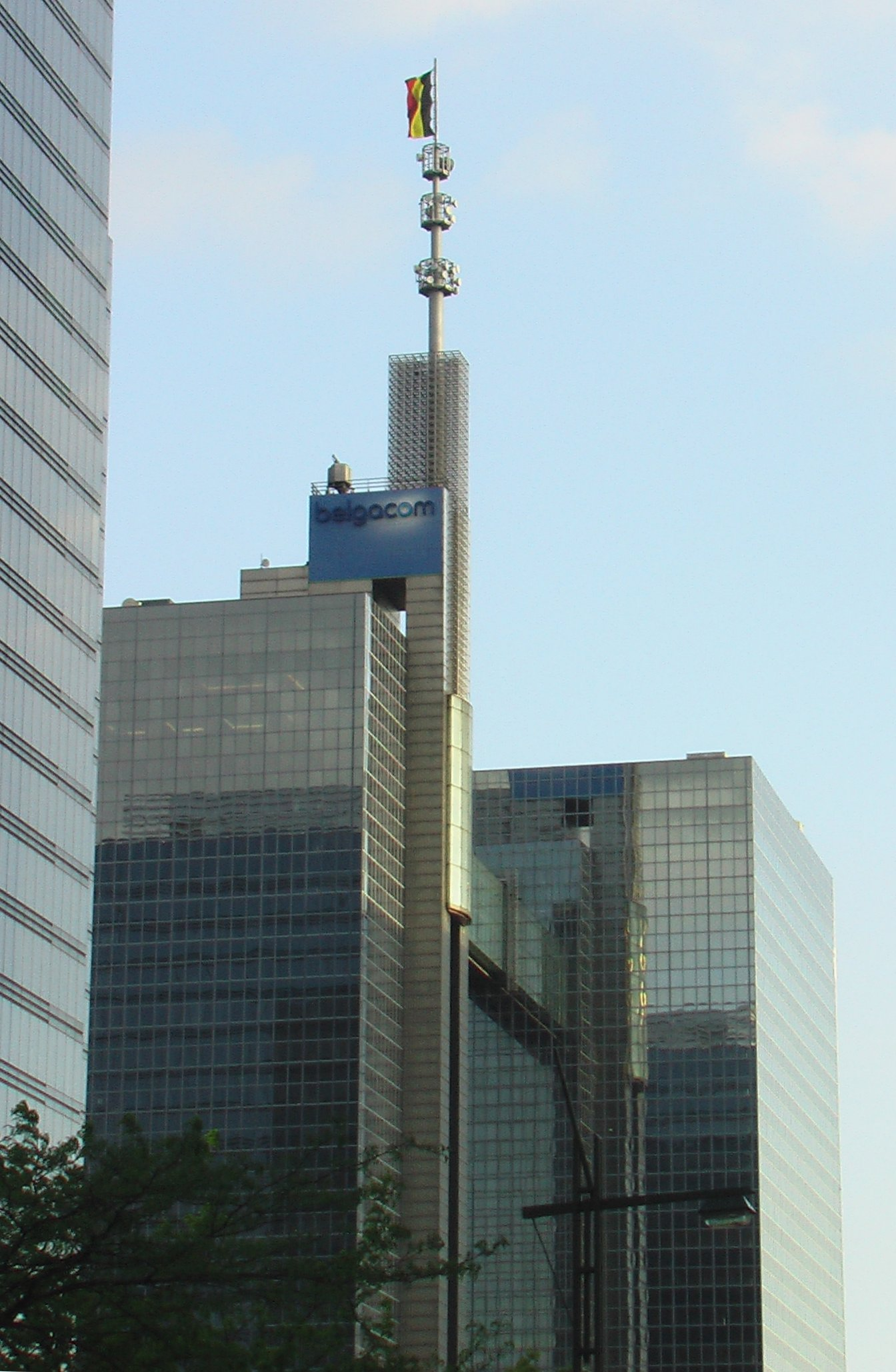
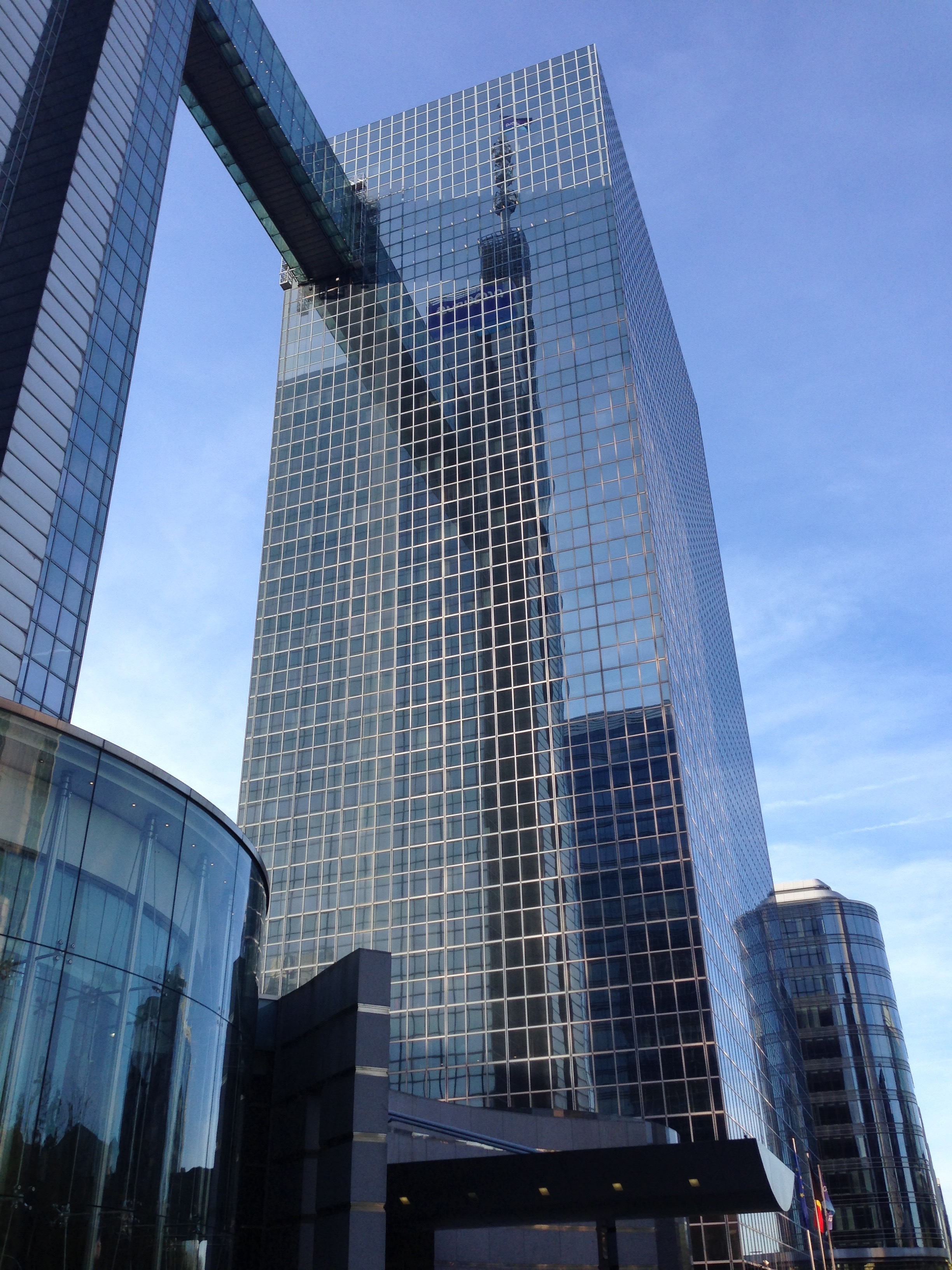
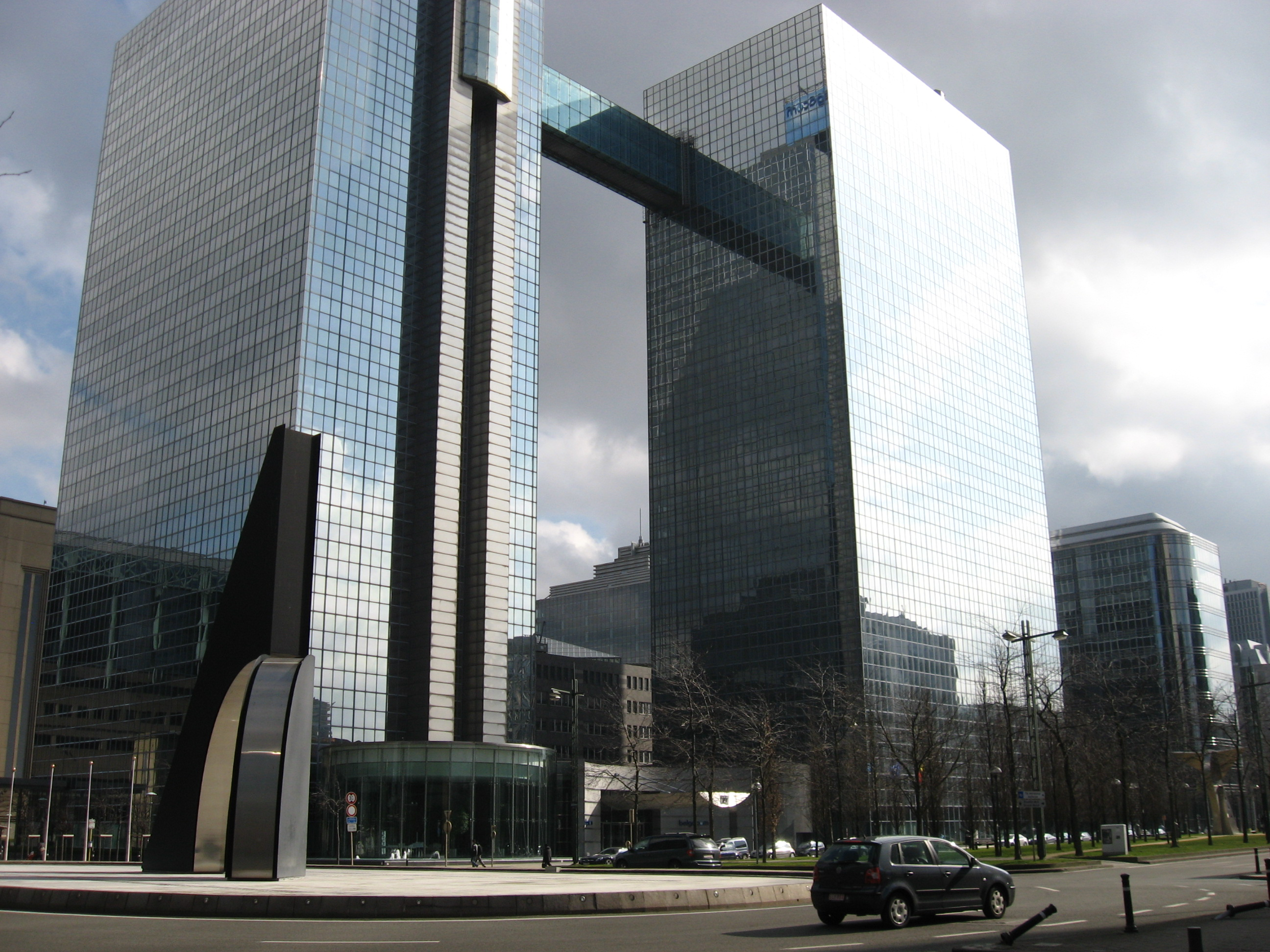
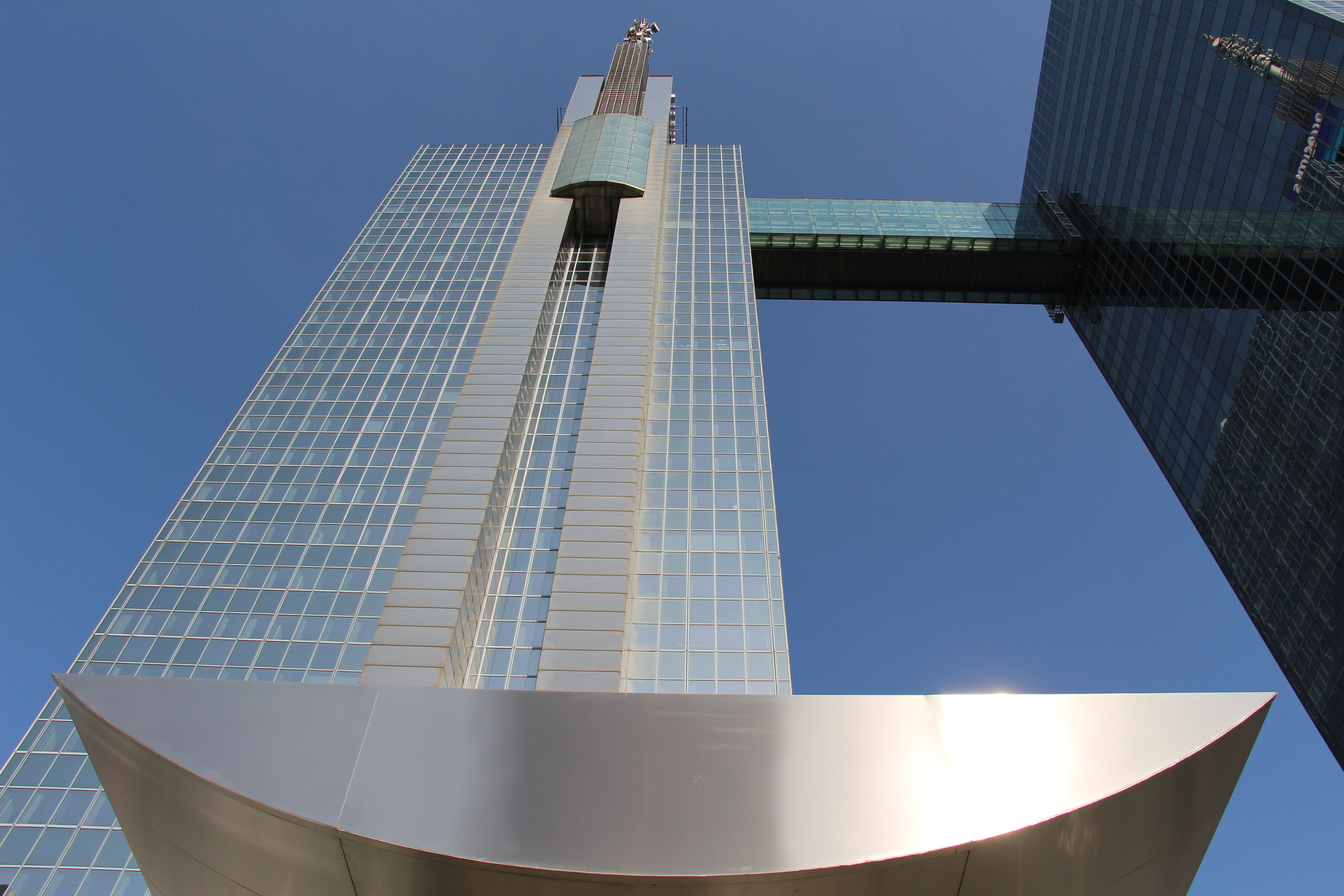

## Reconversion
À la suite de la pandémie du COVID19, Proximus annonce en 2020 vouloir restructurer son parc de bureaux notamment en lien avec le développement du télétravail.
En 2021, l'entreprise choisit de diminuer son occupation de bureaux et de se concentrer dans une seule des deux tours, avec également l’intention de revendre le complexe à la société Immobel. Le projet en cours de développement est confié au bureau d'architecture initial des tours Michel Jaspers and Partners en partenariat avec le bureau néerlandais Neutelings Riedijk Architects. Il vise une rénovation profonde (intérieur + extérieur) et la reconversion d'une des deux tours de bureaux en logements. La seconde tour conservera son affectation de bureaux et restera occupée par Proximus.

## Accès
Ce site est desservi par la station de prémétro Gare du Nord.
La tour avec l'antenne (l'entrée principale), dite tour U, est à Schaerbeek, tandis que l'autre tour, dite tour T, est à Saint-Josse-ten-Noode. Il y a également un troisième bâtiment de six étages entre les 2 tours, le Pavillon.
L'adresse est située au numéro 27 du boulevard du Roi Albert II à 1030 Bruxelles (Schaerbeek).